# Zigmantas Balčytis

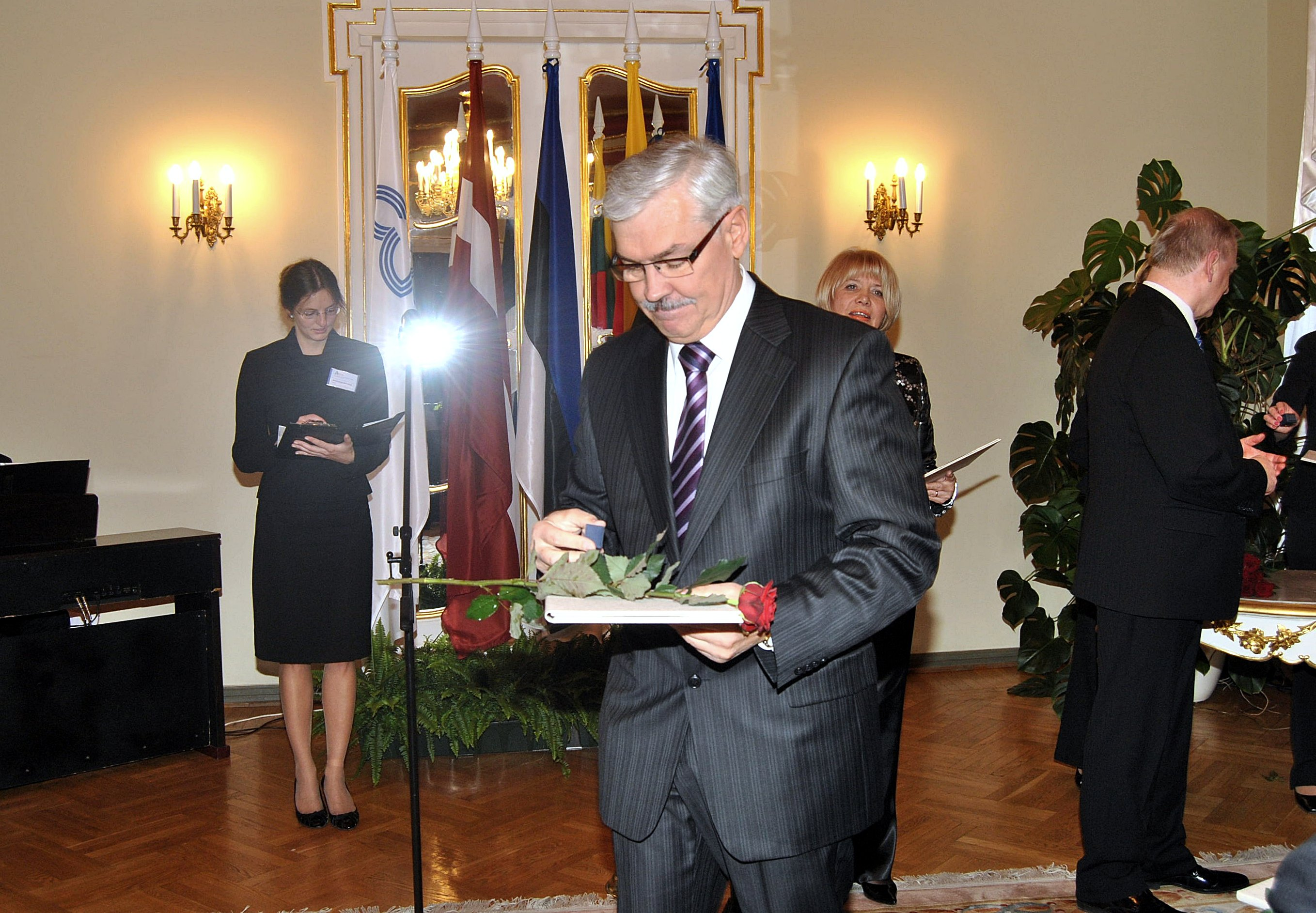
Zigmantas Balčytis (2010)

Zigmantas Balčytis (16 november 1953) was ad interim minister-president van Litouwen. Hij volgde op 1 juni 2006  Algirdas Brazauskas op nadat deze aftrad op 31 mei 2006. Op 4 juli werd hij opgevolgd door Gediminas Kirkilas.
Balčytis is lid van de Sociaaldemocratische Partij van Litouwen en was minister van financiën in het kabinet van Brazauskas. Voor 1991 was hij lid van de Communistische Partij van de Sovjet-Unie.
Sinds 2009 is hij lid van het Europees Parlement.
- Gemeinsame Normdatei: 1116227185
- Virtual International Authority File: 7343147727712464710009
- WorldCat: E39PBJbtrcmt8FmVrghjGcKw4q